# Command & Conquer 3: Tiberium Wars
Command & Conquer 3: Tiberium Wars é um jogo eletrônico criado pela Electronic Arts, do gênero RTS (Real Time Strategy ou Estratégia em Tempo Real), que coloca o jogador numa batalha pela posse do Tiberium, um cristal alienígena que chegado à Terra num meteoro que pode tanto salvar e ajudar a humanidade economicamente, como pode destruí-la.

## História
O jogo se passa em 2047 durante a Terceira Guerra do Tiberium, e o jogador é o comandante das tropas da GDI (Iniciativa de Defesa Global), da Irmandade de Nod, ou da Scrin, em missões comandando unidades de infantaria terrestres, aéreas e navais em algumas missões, construindo edificações e lutando por um futuro melhor para o mundo, dependendo da visão da facção escolhida. Nessa nova parte da série o Tiberium (minério alienígena que se expande pelo planeta Terra)está em todo o planeta, sendo que as áreas de sua influência são divididas em 3: Azul - Onde o Tiberium existe, porém sua expansão está sob controle, concentra-se nas principalmente na Europa, costa Leste e parte da costa Oeste do E.U.A. e outros países ricos, o GDI detém o controle dessa área. Amarela - Onde o Tiberium existe em níveis toleráveis, sendo que a vida existe nessas áreas, porém sofre influência direta dos efeitos desse minério alienígena, Irmandade de NOD detém o controle da maior parte dessas áreas, é nestas zonas onde as batalhas entre GDI e NOD são mais frequentes. Vermelha - Onde o Tiberium se expandiu por completo, impedindo qualquer manifestação de vida terrestre nessas áreas, sendo posteriormente ocupada pelos alienígenas Scrin (vindos à terra com a intenção de construir imensas torres nas quais seriam abertos portais dimensionais que iriam para o planeta Scrin).

## Facções (resumo)

### GDI
A Iniciativa de Defesa Global (ou GDI, Global Defense Initiave, no, inglês), criada pelas Nações Unidas durante a Primeira Guerra do Tiberium para conter o avanço do Tiberium, em 2047 a GDI é uma poderosíssima organização militar que representa a população mais rica do mundo, com desde unidades simples e fracas até tanque pesados e forças de elite. Para ela, o Tiberium é uma ameaça a humanidade e a Terra.
- Super-Arma: Ion Cannon, uma constelação de canhões-satélite laser (poder de destruição mediano)
- Pontos Fortes: Tecnologia confiável e defesas da base no Nível 3 bastante poderosas, com tanques superpesados e envio rápido de tropas e até tanques para o campo de batalha, unidades de infantaria blindadas (como o Zone Trooper, a tropa de Elite GDI), poderosas unidades de artilharia.
- Pontos Fracos: Tanques lentos, das 3 facções é que tem o menor poder aéreo, aviões de transporte têm poucos pontos de vida.

### A Irmandade de Nod
Também conhecida como The Brotherhood of Nod em inglês, é classificada pela GDI como uma organização terrorista, a Irmandade acredita no bem do Tiberium para a humanidade, e é liderada por um megalomaníaco chamado Kane (interpretado por Joseph Kucan). Chamado pelos fanáticos de O Messias, supostamente morto durante a Primeira e depois na Segunda Guerra de Tiberium e cuja idade é desconhecida devido ao fato que Kane parece não envelhecer.
- Super-arma: Temple of Nod, um ponto de comando avançado que dispara mísseis nucleares e contramedidas contra ciberataques (poder de destruição menor que dos GDI, porém rápido).
- Pontos Fortes: Possui unidades lança chamas que são mortais contra unidades de infantaria e construções básicas e causam dano considerável a tanques. Possui unidades invisíveis(stealth) (tanques, infataria, aeronaves), até mesmo o Coletor de Tiberium(Harvester) possui stealth, assim como a base. A aeronave Venom é versátil e não tem limite máximo de unidades em campo. Pode ser anti-infantaria e anti-aérea, e detecta unidades stealth. Outra vantagem é a velocidade de suas unidades, além de sua infantaria extremamente versátil e poderosa como a Black Hand. Uma das unidades mais versáteis do jogo é o Avatar War Mech, pois ele pode arrancar peças de outros tanques da Nod destruindo o tanque no processo e utilizá-las. O Avatar com todas as peças pode: detectar stealth, ficar stealth, lançar chamas e ter dois raios como armas.

- Pontos Fracos: Tanques com pontos de vida fracos e não possui uma boa unidade de artilharia nem de infantaria antitanque. No tier 1 é vulnerável a armas antitanque. Invisibilidade é na maioria das unidades limitada.

### Scrin
Uma das grandes novidades do C&C 3. É uma facção alienígena que quer dominar a Terra, depois dela ser totalmente tomada pelo Tiberium, que aparentemente foi enviado por ela à Terra.
- Super-arma: Rift Generator, gera um buraco negro artificial. Definitivamente a super-arma mais forte do jogo, tem um efeito soberbo contra edificações e tropas estacionadas. Tem como ponto fraco o efeito não imediato e prolongado, que pode dar tempo para fuga.
- Pontos Fortes: Facção voltada ao Tiberium, não tendo limite de créditos assim não necessita construir um Tiberium Silo(silo de tiberium), unidades imunes ao Tiberium, tanques que utilizam o Tiberium para aumentar a potência de suas armas. Facção extrememante forte no Nível 3, com grande superioridade aérea e tanques e aeronaves com campo de força.
- Pontos Fracos: Infantaria pouco versátil e fraca, unidades medias e pesadas muito lentas.

## Zonas Azuis, Amarelas e Vermelhas
Em 2047, o Tiberium atingiu um número tão alto de contaminação que a GDI chegou a dividir o planeta em 3 Zonas para organizar a distribuição do mineral em proporções globais.

### Zonas Azuis
- Representam: 20% da Crosta Terrestre
- Facção Dominante: GDI (Global Defense Initiave)

Estas Zonas consistem em grandes cidade futuristas, geralmente entre vastas áreas rurais, com uma ótima qualidade de vida e infraestrutura. Aqui, os cidadãos não vêem o Tiberium como uma ameaça. Pois movimenta seu comércio, mesmo sabendo que no resto do mundo está causando destruição, fome, miséria e guerras. Suprimentos médicos e alimentos são abundantes e de qualidade. As fronteiras das Zonas Azuis sempre são guardadas pela GDI com unidades originalmente criadas para defesa, patrulha e reconhecimento, como os Jipes leves CC-6 Pitbull, os tanques medio MBT-6 Predator e a terceira geração das aeronaves de pouso e decolagem vertical Orca MK 3. Todo o Tiberium é concentrado em Depósitos e os campos do mesmo sempre tem ``cercas´´ que se utilizam da tecnologia de Ressonância Harmônica, que possuem uso militar nas chamadas Armas Sônicas como a estrutura de defesa de base do GDI mais avançada (Sonic Emiter, Emissor Sonico em inglês)

### Zonas Amerelas
- Representam: 50% da Crosta Terrestre
- Facção Dominante: A Irmandade de Nod

As Zonas Amarelas consistem praticamente destruídas em cidades com a já ultrapassada arquitetura do fim do Século XX e começo do Século XXI, geralmente ao seu redor se encontram vastas áreas desérticas. A qualidade de vida é simplesmente deplorável. Aqui, os cidadãos vêem o Tiberium de maneiras diferentes, pois algumas das Zonas Amarelas não estão sob o controle ou influência da GDI ou da Nod, fazendo que as Áreas do controle ou influência da GDI tenham cidadãos que vejam o Tiberium como uma séria ameaça, os cidadãos das áreas controladas (e nunca apenas influênciadas) pela Nod possuem cidadãos que veem o Tiberium como a salvação, e Áreas que não sofrem efeito de nenhuma facção tem cidadãos com visões neutras ou variadas sobre o Tiberium. Suplementos médicos e alimentos são raros e de baixa qualidade. As únicas áreas com os mesmos em qualidade e quantidade considerável são aquelas que tem ajuda humanitária das Zonas Azuis. Tanto a GDI quanto a Nod guardam as Zonas Amarelas sobre seu controle com forças leves, enquanto as neutras são dominadas por facções criminosas. O Tiberium está muito presente, com enormes campos avançando no meio de cidades, parques e outras áreas.

### Zonas Vermelhas
- Representam: 30% da Crosta Terrestre.
- Facção Dominante: (Zona demograficamente desértica, posteriormente ocupada pelos Scrin durante a invasão à Terra)

As Zonas Vermelhas são áreas com um nível de contaminação pelo Tiberium tão alto, que já não suportam nenhum tipo de vida orgânica terráquia conhecida pela humanidade, a não ser Mutantes e outras espécies geneticamente modificadas pela infecção ao Tiberium. A GDI e a Nod raramente fazem qualquer tipo de operação nessa áreas. Depois do Ato 4, os Scrins ocuparam praticamente todas as Zonas Vermelhas e mantiveram suas Torres Thersold e sua principais base nelas.